# Zou Yan
Zou Yan (chinesisch 鄒衍 / 邹衍, Pinyin Zōu Yǎn, W.-G. Tsou Yan, veraltet nach Stange Tsou Yen; ca. 305–240 v. Chr.) war ein chinesischer Philosoph aus der Zeit der Streitenden Reiche. Er war Mitglied der Jixia-Akademie (稷下學宮,  Jìxià Xúegōng) im alten Staat Qi, dem geistigen Zentrum der damaligen chinesischen Welt.
Zou versuchte die Lehre vom Yin und Yang mit der Fünf-Elemente-Lehre (Wuxing) zu verbinden.